# Gitte Seeberg
Gitte Seeberg este un om politic danez, membru al Parlamentului European în perioada 2004-2009 din partea Danemarcii.
1. ↑  Gitte SEEBERG, pace.coe.int
2. ↑  Gitte Seeberg stopper i WWF (în daneză), 27 iunie 2016, accesat în 31 octombrie 2023
3. ↑  pace.coe.int
4. ↑  Deputații în Parlamentul European